# Miantochora subcaudata
Miantochora subcaudata là một loài bướm đêm trong họ Geometridae.